# Maria Hilf (Gemeinden Guttaring und Klein Sankt Paul)

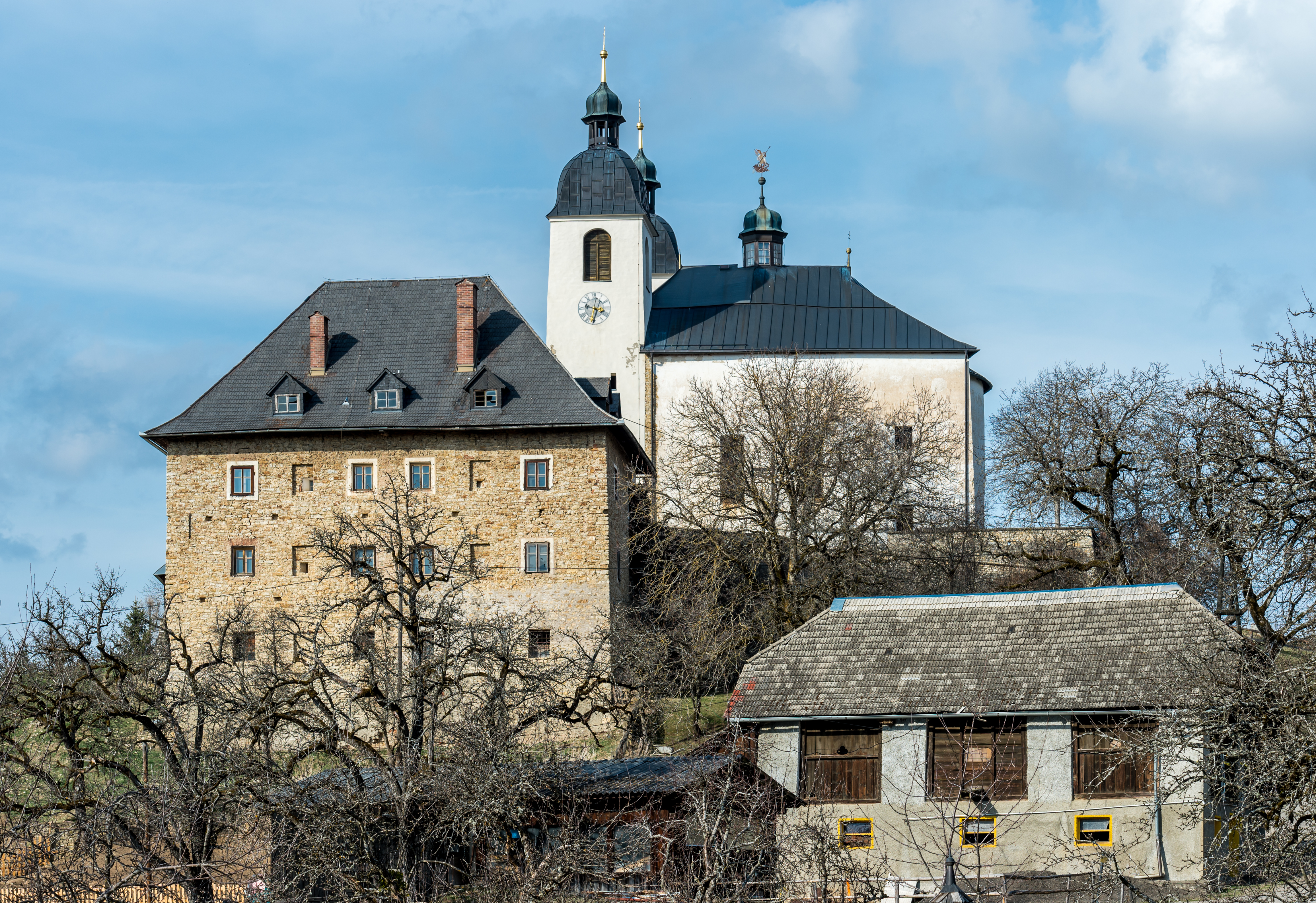
Maria Hilf

Maria Hilf ist ein Ort in Kärnten (Österreich) im Bezirk Sankt Veit an der Glan, der durch die Wallfahrtskirche Maria Hilf ob Guttaring geprägt wird. Durch den Ort verläuft die Grenze zwischen den Katastralgemeinden Hollersberg und Wieting, die gleichzeitig die Grenze zwischen den politischen Gemeinden Guttaring und Klein Sankt Paul ist. Dadurch zerfällt der Ort in zwei Ortschaften: die Ortschaft Maria Hilf in der Gemeinde Guttaring hat 3 Einwohner (Stand 1. Jänner 2024), die Ortschaft Maria Hilf in der Gemeinde Klein Sankt Paul hat 0 Einwohner (Stand 1. Jänner 2024).

## Lage
Der Ort liegt im Brückler Bergland. Er besteht hauptsächlich aus der kleinen Kirchensiedlung um die Wallfahrtskirche, die weithin sichtbar auf einer Anhöhe von 900 m ü. A. thront und somit mehr als 200 Höhenmeter über Guttaring im Nordwesten als auch über dem Görtschitztal im Osten liegt. Eine Straßenanbindung besteht von Norden, von der L82 Silberegger Straße her. Diese Siedlung, die lange Zeit durch eine Katastralgemeinde- und Gemeindegrenze geteilt wurde, gehört seit 1973 zur Gänze zur Katastralgemeinde Hollersberg und damit zur Gemeinde Guttaring.
Einen Kilometer südlich dieser Kirchensiedlung befindet sich auf dem Gebiet der Katastralgemeinde Wieting das Gehöft vulgo Voglbauer, das heute die Ortschaft Maria Hilf in der Gemeinde Klein Sankt Paul bildet.

## Kultur und Sehenswürdigkeiten
Der Ort ist geprägt von der barocken Wallfahrtskirche Maria Hilf ob Guttaring.

## Geschichte
Um 1640 befand sich hier eine hölzerne Kapelle. Eine gemauerte Kapelle wurde in den 1690er-Jahren errichtet. Weitere Ausbauten verzögerten sich zunächst durch Grenzstreitigkeiten zwischen der Pfarre Guttaring und der damals salzburgischen Propstei Wieting. 1721 bis 1727 wurde dann die heutige barocke Wallfahrtskirche erbaut.
Die Grenze zwischen Guttaring und Wieting verlief mitten durch die Kirche: der Hochaltar stand auf Wietinger Gebiet; die Gottesdienstbesucher saßen auf Guttaringer Gebiet. Dementsprechend gehörte der Westteil des Kirchweilers in der ersten Hälfte des 19. Jahrhunderts zum Steuerbezirk Althofen (Herrschaft und Landgericht) und nach den Reformen 1850 zur Gemeinde Guttaring, wohingegen der Ostteil des Kirchweilers zunächst zum Steuerbezirk Wieting und dann zur Gemeinde Wieting gehörte.
Die Gemeindestrukturreform brachte es 1973 mit sich, dass die Gemeinde Wieting an die Gemeinde Klein Sankt Paul angeschlossen wurde. Im Zuge dessen kam es im Bereich des Kirchweilers Maria Hilf zu einer Grenzänderung, so dass seit 1973 der gesamte Kirchweiler in der Katastralgemeinde Hollersberg liegt und somit zur Gemeinde Guttaring gehört. Das wurde damit begründet, dass Maria Hilf nur von der Guttaringer Seite aus auf einer Straße erreichbar ist.
Doch der 1 Kilometer südlich des Kirchweilers gelegene Voglbauerhof, der über denselben Zufahrtsweg angefahren wird, verblieb in der Katastralgemeinde Wieting und somit in der Gemeinde Klein Sankt Paul.

## Bevölkerungsentwicklung des gesamten Orts
Für den Ort ermittelte man folgende Einwohnerzahlen:
- 1869: 6 Häuser, 27 Einwohner
- 1880: 5 Häuser, 20 Einwohner
- 1890: 6 Häuser, 34 Einwohner
- 1900: 6 Häuser, 31 Einwohner
- 1910: 6 Häuser, 26 Einwohner
- 1923: 5 Häuser, 37 Einwohner
- 1934: 29 Einwohner
- 1961: 5 Häuser, 16 Einwohner
- 2001: 5 Gebäude, 8 Einwohner, 3 Haushalte, 1 Arbeitsstätte, 2 land- und forstwirtschaftliche Betriebe
- 2011: 5 Gebäude, 7 Einwohner, 2 Haushalte, 1 Arbeitsstätte
- 2021: 5 Gebäude, 5 Einwohner, 2 Haushalte, 1 Arbeitsstätte

## Ortschaft Maria Hilf (Gemeinde Guttaring)

### Bevölkerungsentwicklung
Für die Ortschaft ermittelte man folgende Einwohnerzahlen:
- 1869: 3 Häuser, 5 Einwohner[4]
- 1880: 2 Häuser, 10 Einwohner[5]
- 1890: 2 Häuser, 9 Einwohner[6]
- 1900: 2 Häuser, 16 Einwohner[7]
- 1910: 2 Häuser, 8 Einwohner[8]
- 1923: 2 Häuser, 17 Einwohner[9]
- 1934: 13 Einwohner[10]
- 1961: 2 Häuser, 10 Einwohner[11]
- 2001: 4 Gebäude (davon 2 mit Hauptwohnsitz) mit 1 Wohnung; 8 Einwohner und 0 Nebenwohnsitzfälle; 3 Haushalte; 1 Arbeitsstätte, 1 land- und forstwirtschaftlicher Betrieb[12]
- 2011: 4 Gebäude, 7 Einwohner, 2 Haushalte, 1 Arbeitsstätte[13]
- 2021: 4 Gebäude, 5 Einwohner, 2 Haushalte, 1 Arbeitsstätte[14]

## Ortschaft Maria Hilf (Gemeinde Klein Sankt Paul)

### Bevölkerungsentwicklung
Für die Ortschaft ermittelte man folgende Einwohnerzahlen:
- 1869: 3 Häuser, 22 Einwohner[15]
- 1880: 3 Häuser, 10 Einwohner[16]
- 1890: 4 Häuser, 25 Einwohner[17]
- 1900: 4 Häuser, 15 Einwohner[18]
- 1910: 4 Häuser, 18 Einwohner[19]
- 1923: 3 Häuser, 20 Einwohner[20]
- 1934: 16 Einwohner[21]
- 1961: 3 Häuser, 6 Einwohner[22]
- 2001: 1 Gebäude (davon 1 mit Hauptwohnsitz) mit 1 Wohnungen; 0 Einwohner und 1 Nebenwohnsitzfall; 0 Haushalte; 0 Arbeitsstätten, 1 land- und forstwirtschaftlicher Betrieb[23]
- 2011: 1 Gebäude, 0 Einwohner, 0 Haushalte, 0 Arbeitsstätten[24]
- 2021: 1 Gebäude, 0 Einwohner, 0 Haushalte, 0 Arbeitsstätte[25]